# Blanchiment anal
Pour les articles homonymes, voir Blanchiment.

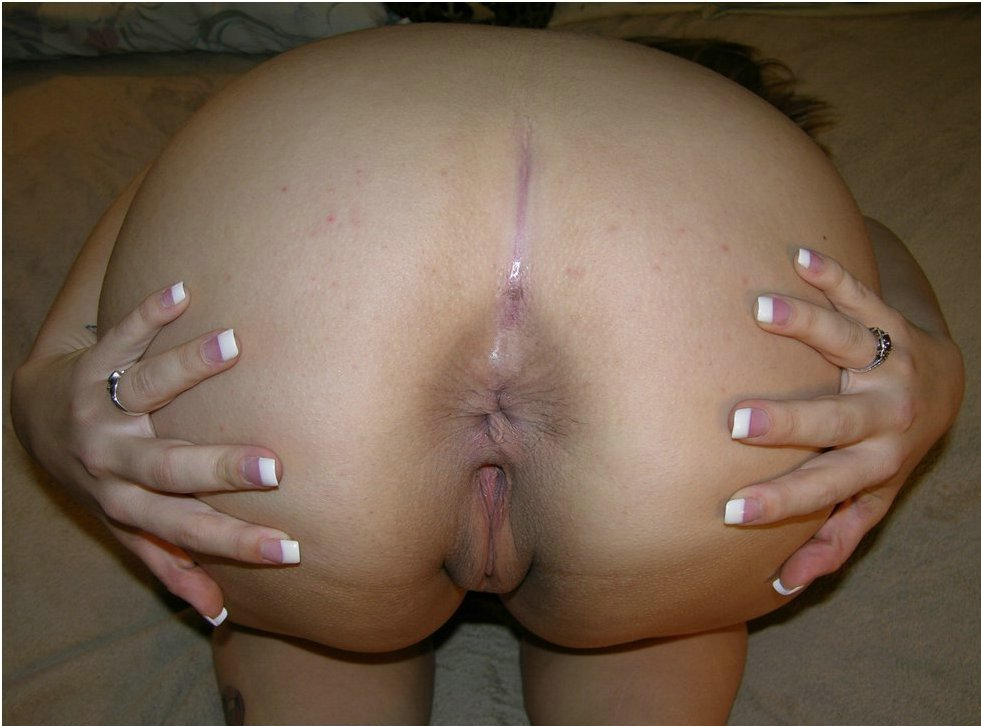
Anus de femme n'ayant pas subi de blanchiment.

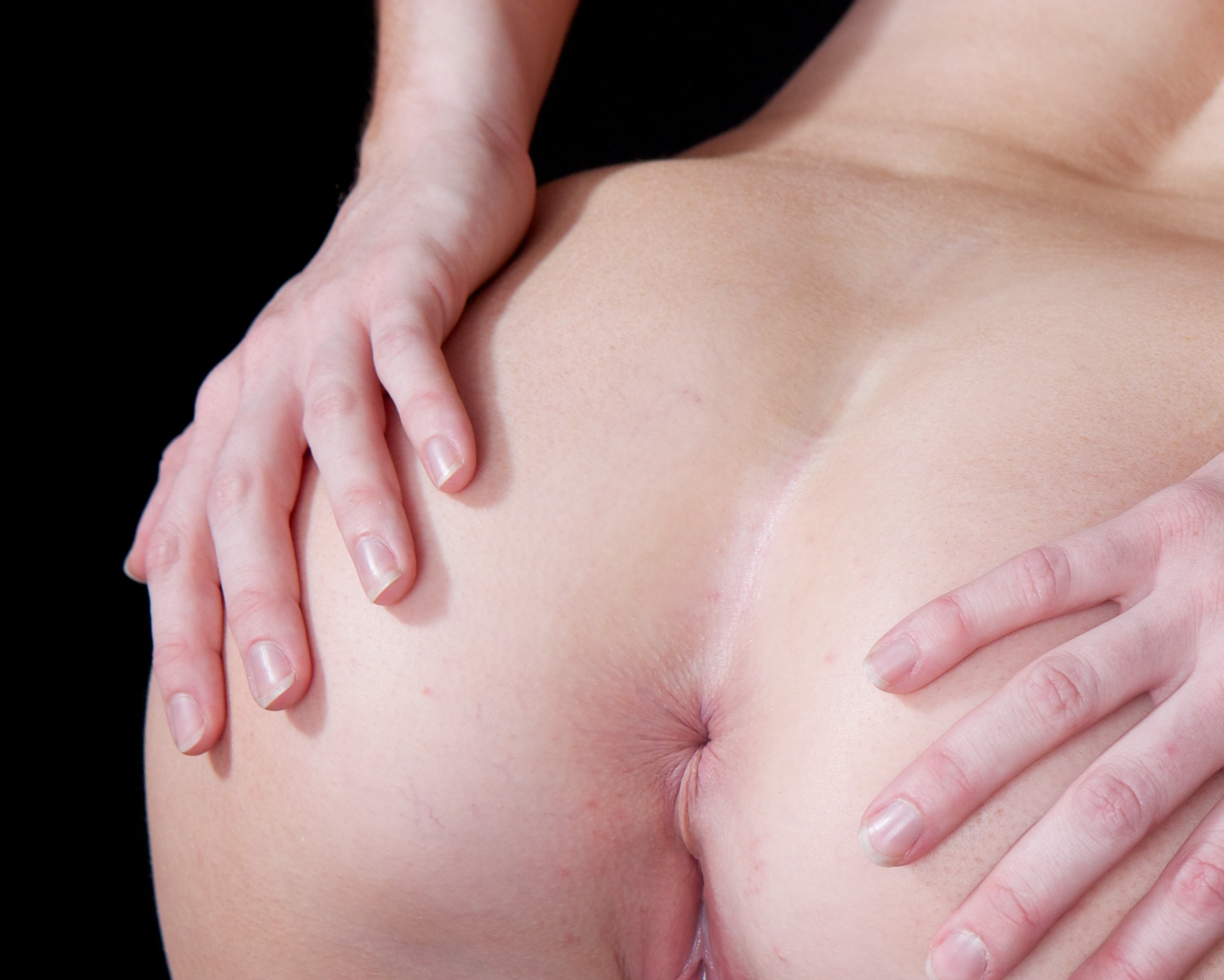
Anus après blanchiment anal.(Mais pas de la même personne)

Le blanchiment anal (Anal bleaching, Anal whitening ou Anal lightening en anglais) est une pratique d'éclaircissement de la peau au niveau de l'anus. Cet éclaircissement des zones sur-contrastées et pigmentées est également pratiqué sur les parties génitales et les mamelons des hommes et des femmes. Il est pratiqué pour des raisons d'esthétique, afin d'avoir une couleur de peau uniforme. Le traitement peut être opéré par un médecin, dans un salon de beauté par un professionnel ; mais de plus en plus des crèmes et autres produits dépigmentants sont vendus pour un usage personnel. Leurs effets à long terme n'ont pas été étudiés de manière systématique,.

## Historique
Les années 1980 et 1990 voient l’imagerie érotique diffusée par Playboy et Penthouse se modifier. Le sexe imberbe devient progressivement la norme et révèle la pigmentation naturelle de la peau des parties intimes. Dans une volonté d’esthétiser ces parties du corps nouvellement dévoilées, le blanchiment anal et plus généralement le blanchiment vulvo-anal a émergé.
Les actrices pornographiques ont été les premières à introduire[Quand ?] cette pratique.[réf. souhaitée] Cette pratique s'est par la suite propagée en dehors de ce cercle restreint, des personnes des deux sexes la pratiquent[réf. nécessaire]. Les années 2000 offrent à cette pratique la possibilité d'être vue et connue de tous. Elle est évoquée dans certaines émissions ou séries télévisées populaires comme Les Griffin ou Paradise Police, Cosmetic Surgery Live (en), Dr. 90210, Geordie Shore et dans des films de cinéma, comme Brüno.

## Méthodes
Le but des procédures esthétiques est de réduire ou d'annihiler la production de mélanine, qui est le pigment naturel de la peau et dont la concentration est plus forte au niveau de l'anus.
Il existe plusieurs méthodes de blanchiment, telles que l'application de crèmes, de gels et de sprays. Ces produits sont conçus spécifiquement pour ces zones sensibles, il n'existe cependant aucune recherche avec comité de lecture prouvant leur innocuité à long terme. Mal employés, ces produits comportent des risques d'hyperpigmentation et d'inflammation, c'est pourquoi il est conseillé de les utiliser sous supervision médicale. Ils doivent leur action dépigmentante à des principes actifs tels que l'acide azélaïque, l'acide lactique, l'acide pyruvique ou l’acide salicylique. Ils comprennent généralement également des actifs hydratants afin de protéger la peau. 
En Europe et au Canada ainsi que dans certains pays asiatiques, les crèmes à base d'hydroquinone sont interdites à la vente au vu de leur toxicité (elles sont notamment la cause d'atteintes au foie, de cancers et de problèmes thyroïdiens),. Elles restent cependant autorisées à la vente aux États-Unis et certaines contiennent jusqu'à 20 % d'hydroquinone. Les crèmes à base de mercure sont également dangereuses car le mercure est cancérigène et provoque notamment des atteintes au foie et aux reins. Enfin, à l'instar de l'hydroquinone et des dérivés mercuriels, les dermatocorticoïdes sont également interdits dans toutes les préparations cosmétiques (directive européenne 76/768/CEE).
En milieu médical, une forte dépigmentation est réalisée par des lasers à CO2. Les années 2000 ont vu l'apparition du laser Q-Switched afin d'effacer des tatouages. Moins invasif que le laser CO2, le Q-Switched a été utilisé quelques années plus tard par extension dans le traitement de la pigmentation.